# PIXE
Die englische Abkürzung PIXE (Particle-Induced X-ray Emission bzw. Proton Induced X-ray Emission) steht für Partikel-induzierte Röntgenemission bzw. Proton-induzierte Röntgenemission  und ist eine verbreitete Methode der Ionenstrahlanalytik.
Die Probe wird beim PIXE-Verfahren mit einem Ionenstrahl untersucht. Beim Durchlaufen der Probe verlieren die Ionen hauptsächlich durch Wechselwirkung mit der Elektronenhülle Energie. Dabei kommt es auch zu Stößen der Teilchen mit Elektronen der inneren Schalen. Dadurch werden diese aus der Atomhülle herausgeschlagen. In der Folge kann es zu einer Abregung der nun ionisierten Atome durch charakteristische Röntgenstrahlung kommen. Diese wird bei der PIXE-Methode zur Bestimmung der Elementkonzentration benutzt.
Die Methode selbst ist für schwere Elemente geeignet (Ordnungszahlen Z > 12…20) und hat im Vergleich zu anderen Röntgenmethoden einen deutlich geringeren Bremsstrahlungsuntergrund. Dadurch ist es auch möglich, Spurenelemente zu analysieren. 
Für leichte Elemente verringert der konkurrierende Auger-Effekt die charakteristische Röntgenemission stark. Außerdem senden leichte Atome niederenergetische Röntgenstrahlung aus. Diese wird schon vor dem Detektor durch Folien, die unter anderem zur Absorption der rückgestreuten Ionen dienen, relativ stark abgeschwächt und kann daher nicht oder nur schlecht detektiert werden.